# Roberto Hilbert
Roberto Hilbert (n. 16 octombrie 1984, Forchheim, Regatul Bavariei, Germania) este un fost fotbalist german care a jucat pe post de mijlocaș la clubul Bayer Leverkusen.